# Stokrocie
Stokrocie – singel Stana Borysa, promujący jego nowy album studyjny pt. Ikona. Utwór promocyjny został wydany pod koniec kwietnia 2014 przez Warner Music Poland. Piosenka jest swoistym hołdem złożonym kobiecie, pełnym dowcipu i przekory. Piosenka od wielu tygodni znajduje się w pierwszej dziesiątce Listy Przebojów Radia PiK, dochodząc do 3. miejsca.

## Notowania
| Lista                                | Pozycja |
| ------------------------------------ | ------- |
| Lista Przebojów Radia PiK            | 3       |
| TOP- 15 Wietrzne Radio - Chicago     | 12      |
| Dino Top - Polskie Radio Rzeszów     | 19      |
| Lista Przebojów Portalu E-migrant.eu | 38      |

## Teledysk
Wideoklip według scenariusza i w realizacji Yashany i Stana Borysa powstał w Stanach Zjednoczonych w rejonie San Diego (Encinitas Beach, Ballboa Park i na Wzgórzach Vista) i Pacyfiku (Coronado Beach). Opublikowano go 6 czerwca 2014 na portalu Onet.pl, a w serwisie YouTube 10 czerwca 2014. W teledysku wystąpili Anna Maleady, Katarzyna Brzeszcz i sam wokalista. Obraz wyprodukowała Amphy Music.